# Centre cultural Les Monges
El Centre cultural «Les Monges» és un equipament municipal de la Seu d'Urgell (Alt Urgell) que consta de tres edificis que van pertànyer a la Companyia de Maria que va tancar després del curs 1996-1997.
El complex inclou la guarderia municipal «la Grandalla»; un centre de la Universitat Nacional d'Educació a Distància (UNED); l'Escola Oficial d'Idiomes (EOI); les escoles municipals d'Arts plàstiques, de Dansa, de Música; el Centre Tecnològic de l'Alt Pirineu (CETAP); Sala d'exposicions «La Cuina» i Sala Immaculada.
La Sala Immaculada era una capella del segle xviii, es va restaurar per ser utilitzada com a auditori, sala d'exposicions i conferències.

## Funcions
L'Edifici municipal de les Monges assumeix diverses funcions:
- Universitat de la Seu d'Urgell: Espai de la Universitat Oberta de Catalunya. És tracta d'una sala habilitada per a fer-hi exàmens no és una universitat convencional.[7]
- Escola Municipal de Música: Espai destinat a fomentar la cultura i a ensenyar l'art de la música per aprendre a tocar diversos instruments i cant.[8][9][10]
- Escola Municipal d'Art: Té l'objectiu de dotar la ciutat d'un espai destinat a l'activitat cultural en el qual es faciliti l'aprenentatge de diferents disciplines artístiques com la pintura, l'escultura o fotografia i imatge digital, entre d'altres.[11]
- Escola municipal d'idiomes (EOI): Centre públic d'ensenyament d'idiomes per adults. A l'escola oficial d'idiomes de la Seu d'Urgell s'imparteixen cursos d'alemany, cursos d'anglès, etc.[12]
- Telecentre: Espai pensat per a la formació, la innovació i la generació d'oportunitats i ocupació, per a les empreses, per als emprenedors i per a tots els ciutadans de la comarca.[13]

## Col·legi de la Companyia de Maria

### Història
El bisbe de la Seu Simeó de Guinda i Apeztegui va oferir a la priora del convent de monges de Lestonnac, la Companyia de Maria-Lestonnac, i al bisbe de Barcelona la possibilitat de crear un establiment d'aquest orde a la Seu. A l'autumne de 1721 van arribar les primeres monges dirigides per la germana Irene Lluch, es van instal·lar a la casa dels infants Orfes (més tard fou la residència de la família Areny-Plandolit a la Seu). Es van traslladar al nou convent el 1724. L'església es va acabar el 1730. El 1737 s'hi va enterrar el bisbe fundador. La primera descripció de l'església és de 1788, feta durant l'estada a la Seu de Francisco de Zamora. En ser un centre religiós de caràcter educatiu, el convent de l'ensenyança no fou afectat per les desamortitzacions del segle xix. Durant la Guerra Civil, les monges van marxar temporalment i va fer funcions d'hospital de Sang.

### Església de la Immaculada
És una església de planta de creu grega, amb cúpula sobre el creuer que està emmarcat per vuit columnes amb capitell corintis. Els braços són coberts per volta de canó. Damunt del braç oriental, sobre l'entrada principal, hi ha el cor al qual s'hi arriba per una escala que queda dins d'una cambra oberta al sud. A la banda nord, hi ha una altra cambra simètrica. Aquestes dues cambres articulen la façana principal que consta d'una porta amb falses columnes corínties que suporten un fris motllurat sobre el que hi ha un frontó, i més amunt un nínxol. L'interior s'il·lumina gràcies a un ull de bou, que a l'exterior és voltat per una motllura circular i emmarcat per un arc que es remata amb un segon frontó motllurat. A l'església s'hi pot accedir des de la part de clausura del convent hi ha un balcó tancat amb gelosies. Abans comunicava amb l'oratori del Carme, del casal dels Infants Orfes.